# Semiothisa pervolgata
Semiothisa pervolgata là một loài bướm đêm trong họ Geometridae.